# Nördlingen
Nördlingen város Németországban, azon belül Bajorországban. Lakosainak száma 21 053 fő (2023. december 31.). Nördlingen Baldingen, Munningen, Oettingen in Bayern, Nördlingen és Nördlingen községekkel határos.

## Földrajz
A város egy nagyjából 1 kilométer átmérőjű meteor által ütött becsapódási kráterben helyezkedik el. A becsapódás következményeképp létrejövő magas nyomás hatására a kráter kőzetében gyémántszemcsék jöttek létre nagy – egyes feltételezések szerint a Földön a legmagasabb – koncentrációban.

## Városrészei
| - Baldingen - Dürrenzimmern - Grosselfingen im Ries - Bruckmühle - Grünenbaind - Herkheim | - Hobelmühle - Holheim - Kleinerdlingen - Klötzenmühle - Löpsingen - Nähermemmingen | - Nördlingen - Pfäfflingen - Schmähingen - Walkmühle - Wiesmühle |

## Története
Nördlingen írott forrásban elsőként 898-ban tűnik fel és 1215-ben nyerte el a „szabad birodalmi város“ (freie Reichsstadt) státust.
1634. szeptember 6-an a város mellett folyt le a nördlingeni csata, a harmincéves háború jelentős eseménye, amely a svéd inváziós erők vereségét hozta a spanyol−német birodalmi szövetséggel szemben. 1654. augusztus 3-án a közeli Alerheim községnél zajlott az alerheimi csata, ahol Franciaország és német protestáns szövetségesei mértek vereséget a Német-római Birodalom és a Bajor Hercegség erőire, ezt az ütközetet gyakran nevezik „második nördlingeni csatának” is.
1802-ben a birodalmi főrendi határozat (Reichsdeputationshauptschluss) alapján Nördlingen a Bajor Választófejedelemség része lett.

## Híres szülöttek
- Gerd Müller (1945–2021) világbajnok labdarúgó

## Népesség
A település népessége az elmúlt években az alábbi módon változott:
| Lakosok száma | 30 600 | 13 425 | 16 480 | 19 023 | 19 268 | 19 655 | 20 005 | 20 379 | 20 644 | 21 053 |
|               | 1808   | 1950   | 1975   | 2010   | 2012   | 2014   | 2016   | 2019   | 2021   | 2023   |